# Olly (Sänger)

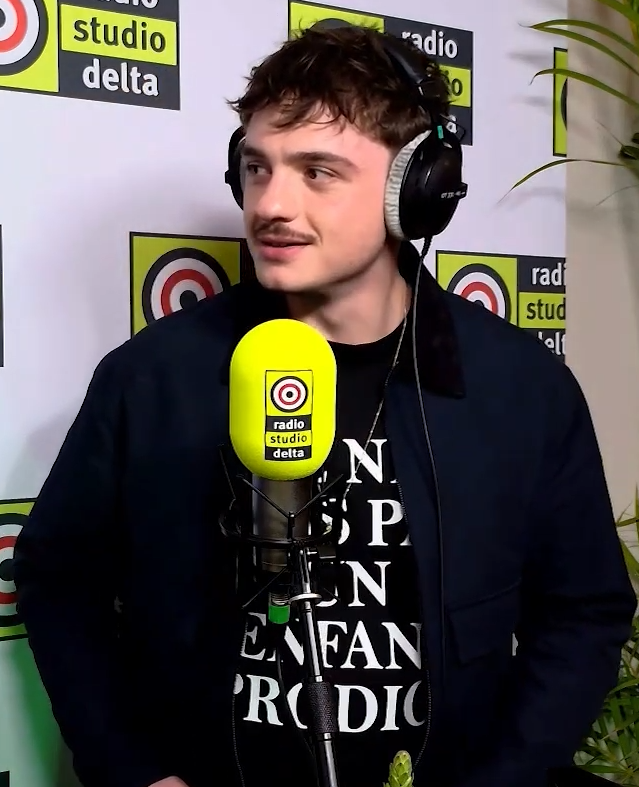
Olly (2025)

Olly (* 5. Mai 2001 als Federico Olivieri in Genua) ist ein italienischer Popsänger und Rapper.

## Werdegang
Olly wurde durch die ligurische Hip-Hop-Szene geprägt. Er ist befreundet mit dem Rapper Alfa. In seinen eigenen Songs mischt er Pop, Hip-Hop und elektronische Musik. Nach ersten musikalischen Erfahrungen und einem Aufenthalt im Vereinigten Königreich erreichte er ab 2019 im Internet breitere Bekanntheit. Ab 2021 veröffentlichte er Musik im Vertrieb von Sony. Von MTV Italien wurde er in diesem Jahr im Rahmen der Reihe New Generation als Künstler des Monats ausgewählt.
2022 trat Olly bei der Veranstaltung TIM Summer Hits in Rom sowie zusammen mit Blanco auf. Im Wettbewerb Sanremo Giovani 2022 qualifizierte er sich für die Teilnahme am Sanremo-Festival 2023. Zugleich veröffentlichte er seine erste EP Il mondo gira bei Sony mit dem Produzenten Jvli. In Sanremo erreichte er mit Polvere schließlich den 24. Platz.
Im folgenden Jahr gelang Olly mit dem Lied Devastante ein Hit und das Duett mit Angelina Mango in Per due come noi erreichte die Chartspitze. Auch das Album Tutta vita wurde ein Nummer-eins-Erfolg. Mit Balorda nostalgia gewann Olly das Sanremo-Festival 2025.

## Diskografie

### Alben
| Jahr | Titel Musiklabel                        | Höchstplatzierung, Gesamtwochen, AuszeichnungChartsChartplatzierungen (Jahr, Titel, Musiklabel, Platzierungen, Wochen, Auszeichnungen, Anmerkungen) | Anmerkungen                                     |
| Jahr | Titel Musiklabel                        | IT | Anmerkungen                                     |
| ---- | --------------------------------------- | --- | ----------------------------------------------- |
| 2023 | Gira, il mondo gira Epic Records (Sony) | IT13 Platin · (16 Wo.)IT | Erstveröffentlichung: 10. Februar 2023          |
| 2024 | Tutta vita Epic Records (Sony)          | IT1 ×4Vierfachplatin · (… Wo.)IT | Erstveröffentlichung: 25. Oktober 2024 mit Jvli |

### EPs
- 2018: CRY4U
- 2020: Io sono
- 2022: Il mondo gira (Label: Aleph/Sony)

### Singles
| Jahr | Titel Album                                  | Höchstplatzierung, Gesamtwochen, AuszeichnungChartplatzierungen (Jahr, Titel, Album, Platzierungen, Wochen, Auszeichnungen, Anmerkungen) | Höchstplatzierung, Gesamtwochen, AuszeichnungChartplatzierungen (Jahr, Titel, Album, Platzierungen, Wochen, Auszeichnungen, Anmerkungen) | Anmerkungen                                                              |
| Jahr | Titel Album                                  | IT | CH | Anmerkungen                                                              |
| --- | -------------------------------------------- | --- | --- | ------------------------------------------------------------------------ |
| 2023 | Polvere Gira, il mondo gira                  | IT14 Platin · (14 Wo.)IT | — | Erstveröffentlichung: 8. Februar 2023 mit Jvli                           |
| 2023 | La notte vola Gira, il mondo gira            | IT— GoldIT | — | Erstveröffentlichung: 16. März 2023 mit Jvli feat. Lorella Cuccarini     |
| 2023 | A squarciagola Tutta vita                    | IT77 Gold · (4 Wo.)IT | — | Erstveröffentlichung: 3. November 2023 mit Jvli                          |
| 2024 | Devastante Tutta vita                        | IT10 ×3Dreifachplatin · (… Wo.)IT | — | Erstveröffentlichung: 8. März 2024 mit Jvli                              |
| 2024 | Ho voglia di te Tutta vita                   | IT21 Platin · (41 Wo.)IT | — | Erstveröffentlichung: 14. Juni 2024 mit Jvli & Emma                      |
| 2024 | Per due come noi Tutta vita                  | IT1 ×2Doppelplatin · (… Wo.)IT | — | Erstveröffentlichung: 6. September 2024 mit Jvli & Angelina Mango        |
| 2025 | Balorda nostalgia Tutta vita                 | IT1 ×2Doppelplatin · (… Wo.)IT | CH6 (5 Wo.)CH | Erstveröffentlichung: 12. Februar 2025 Beitrag zum Sanremo-Festival 2025 |
| 2025 | Depresso fortunato Tutta vita                | IT8 (… Wo.)IT | — | Erstveröffentlichung: 23. Mai 2025 mit Jvli                              |
| Folgende Lieder erschienen nicht als Single, wurden aber durch das Album zum Download und Streaming bereitgestellt und konnten somit eine Platzierung erlangen: |                                              | | |                                                                          |
| |                                              | | |                                                                          |
| 2024 | Quei ricordi là Tutta vita                   | IT15 Gold · (32 Wo.)IT | — | mit Jvli                                                                 |
| 2024 | Scarabocchi Tutta vita                       | IT6 Platin · (… Wo.)IT | — | mit Jvli                                                                 |
| 2024 | I cantieri del Giappone Tutta vita           | IT57 (5 Wo.)IT | — | mit Jvli                                                                 |
| 2024 | È festa Tutta vita                           | IT59 (1 Wo.)IT | — | mit Jvli                                                                 |
| 2024 | Noi che Tutta vita                           | IT60 (1 Wo.)IT | — | mit Jvli                                                                 |
| 2024 | Sopra la stessa barca Tutta vita             | IT62 (1 Wo.)IT | — | mit Jvli feat. Enrico Nigiotti                                           |
| 2024 | A noi non serve far l’amore Tutta vita       | IT66 (1 Wo.)IT | — | mit Jvli                                                                 |
| 2024 | Menomale che c’è il mare Gira, il mondo gira | IT43 Gold · (… Wo.)IT | — | mit Jvli                                                                 |
| 2025 | Bianca Gira, il mondo gira                   | IT80 (2 Wo.)IT | — | mit Jvli                                                                 |

## Belege
1. ↑  Jacopo Pasqui: Olly: biografia, discografia e contatti ufficiali. In: Boh Magazine. Abgerufen am 20. Januar 2023 (italienisch).
2. ↑  Claudio Cabona: Alfa, Olly e gli altri: la nuova generazione “pop” del levante genovese. In: Il Secolo XIX. 4. Juli 2019, abgerufen am 19. Januar 2023 (italienisch).
3. ↑  Mauro Abbate: Da Blanco a Sanremo: ecco chi è Olly. In: Notizie Musica. 16. Dezember 2022, abgerufen am 19. Januar 2023 (italienisch).
4. ↑  L’Artista del Mese di Luglio: OLLY. MTV Italia, 1. Juli 2021, abgerufen am 19. Januar 2023 (italienisch).
5. ↑  Olly, biografia. Rai, abgerufen am 19. Januar 2023 (italienisch).
6. 1 2  Chartquellen: IT CH
7. 1 2  Auszeichnungen für Musikverkäufe: IT

| Personendaten    | Personendaten                      |
| ---------------- | ---------------------------------- |
| NAME             | Olly                               |
| ALTERNATIVNAMEN  | Olivieri, Federico (Geburtsname)   |
| KURZBESCHREIBUNG | italienischer Popsänger und Rapper |
| GEBURTSDATUM     | 5. Mai 2001                        |
| GEBURTSORT       | Genua                              |